# 坂本あゆみ
坂本 あゆみ（さかもと あゆみ、1981年2月16日 - ）は、日本の映画監督。

## 経歴
熊本県出身。高校を卒業したのち、上京。塚本晋也の監督作品にスタッフとして携わる。長編映画初監督作品の『FORMA』は、第64回ベルリン国際映画祭のフォーラム部門にて国際映画批評家連盟賞を受賞した。また、ロック・バンドのREAD ALOUDのミュージック・ビデオを監督した。

## フィルモグラフィー

### 映画
- ヴィタール（2004年） - 照明助手
- なま夏（2005年） - 出演
- くりいむレモン 旅のおわり（2008年） - 照明
- 悪夢探偵2（2008年） - 照明
- FORMA（2013年） - 監督・原案

### ミュージック・ビデオ
- 柴咲コウ「蒼い星」（2014年）
- Salley「冬が来る」（2014年）
- READ ALOUD「タイムトラベラー」（2014年）
- READ ALOUD「君の声を思い出す」（2014年）
- Salley「流星ラヴァー」（2015年）
- Salley「キスしてbaby」（2015年）
- モノブライト「冬、今日、タワー」（2015年）
- 家入レオ 「僕たちの未来」（2016年）
- flumpool「ラストコール」（2017年）
- 家入レオ「春風」（2018年）
- Gacharic Spin「MindSet」「I wish I」（2021年）

### LIVE　DVD
- 家入レオ「5th Anniversary Live at 日本武道館 」(2017年）

## 関連文献
- Ianni, Dimitri (2014年8月18日). “Midnight Eye interview: Ayumi Sakamoto”. Midnight Eye. 2015年12月7日閲覧。